# Jackson Browne

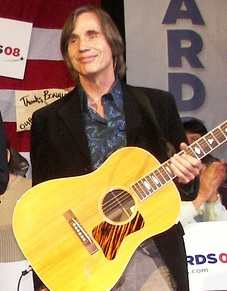
Jackson Browne (2008)

Clyde Jackson Browne (* 9. Oktober 1948 in Heidelberg, Deutschland) ist ein amerikanischer Rockmusiker und Singer-Songwriter.

## Biografie
Geboren in Deutschland als Sohn eines dort stationierten Zivil-Angestellten der US-Army, lebt er seit seinem dritten Lebensjahr in Los Angeles. Als Teenager lernte Browne Gitarre spielen und wurde während seiner Schulzeit im Orange County (Kalifornien) Folk-Gitarrist und Mitglied in mehreren Bands, unter anderem in der Country-Formation Nitty Gritty Dirt Band. In den 1960er Jahren schrieb er seine ersten Songs, welche 1967/68 auf Schallplatten von Tom Rush sowie Nico und Steve Noonan veröffentlicht wurden. Anfang der 1970er Jahre war er einer der bedeutendsten amerikanischen Songautoren neben Joni Mitchell und James Taylor. Seine bislang größten Erfolge hatte er in den 1970er und den frühen 1980er Jahren, als jedes seiner Alben die amerikanischen Top Ten erreichte.
In den 1990er-Jahren erschienen nur zwei neue Studioalben. Browne engagiert sich seit Ende der 1970er Jahre für Umweltthemen. So ist er Mitbegründer der Vereinigung Musicians United for Safe Energy und trat in sogenannten No-Nukes-Konzerten auf, die unter anderem gegen die atomare Energiegewinnung eintraten. Musikalische Auftritte fanden in dieser Zeit häufig in Form von Gastauftritten (zum Beispiel bei Bonnie Raitt) und bei diversen Benefizveranstaltungen statt.
Jackson Browne lebt in Culver City in Los Angeles County. Zwischen 2000 und 2002 lebte er im spanischen Barcelona, was in seinem Song The Night Inside Me von 2002 kurz angedeutet wird („Maybe I should go back to Spain“). Seine über 30-jährige Präsenz im Musikgeschäft, während der er den Folk- und Country-Rock in Amerika beeinflusste, wurde im Frühjahr 2004 mit der Aufnahme in die Rock and Roll Hall of Fame gewürdigt. 2007 erfolgte die Aufnahme in die Songwriters Hall of Fame.
Browne spielt vorzugsweise auf Westerngitarren von Gibson Guitar Corporation und hier wiederum hauptsächlich J-45-Modelle. Ihm zu Ehren brachte Gibson im Jahr 2011 eine Jackson-Browne-Signature-Gitarre heraus.

### Privates

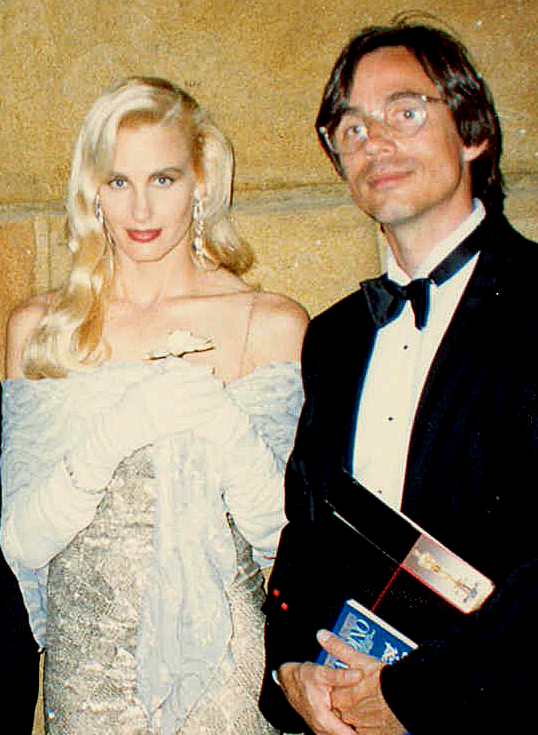
Browne mit seiner langjährigen Lebensgefährtin Daryl Hannah

1971 hatte Browne eine Beziehung mit Joni Mitchell, die angeblich einen Suizidversuch unternahm, als er sie verließ. Dies hat sie vehement bestritten. „Ich bin zwar verrückt, aber nicht so verrückt.“ Er hatte Phyllis Major (* 1946) kennengelernt, mit der er 1973 einen Sohn bekam und die er 1975 heiratete. Im März 1976 starb Phyllis Major durch Suizid.
Im Januar 1981 heiratete Browne das australische Model Lynne Sweeney. Ihr Sohn Ryan Browne (* 1982) ist seit 2007 Bassist und Sänger in der Band Sonny and the Sunsets. Browne und Lynne Sweeney wurden 1983 geschieden, als er eine Beziehung mit Daryl Hannah begann; diese Beziehung endete 1992.

## Hits
Die Gefolgschaft seiner Anhänger wurde seit seinem Debütalbum Jackson Browne (Saturate Before Using), das seinen ersten Top-Ten-Hit Doctor, My Eyes und den Folk-Rock-Song Rock Me on the Water enthält, mit jedem Album größer und seine „metaphysischen Graffiti“ (New Musical Express) fanden mehr und mehr Anerkennung. David Crosby von Crosby, Stills, Nash and Young bezeichnete in den 1980er Jahren Browne einmal als den „verdammt besten Songwriter im heutigen Amerika, bei dessen Songs man eine Gänsehaut bekommt“. Obwohl Browne es nicht unbedingt darauf anlegte, Hits zu produzieren, hatte er mehrere Charterfolge. Seinen nachhaltigsten Single-Hit hatte er mit dem Song Running on Empty, der später auch auf dem Soundtrack des Kinofilms Forrest Gump zu hören war, als Forrest Gump (dargestellt von Tom Hanks) seinen Monate andauernden Lauf quer durch die USA unternahm.
Bereits vier Jahre vor diesem US-Hit schrieb er zusammen mit Glenn Frey den ersten Hit der Eagles Take It Easy. Die Textformulierungen dieses Songs sind teilweise in die amerikanische Umgangssprache eingegangen (Rowohlt Rocklexikon). Weitere Hits, die er zusammen mit Frey und Don Henley für die Eagles schrieb, waren Doolin' Dalton und James Dean. Große Beachtung fand auch seine Coverversion des Maurice-Williams-Hits Stay (Just a Little Bit Longer), der im Original kürzeste US-Nummer-1-Hit aller Zeiten, den er am Ende eines Konzertes für sein Publikum spielte und entsprechend textlich abwandelte. Dieser Song erschien auf seiner LP Running on Empty und ist heute in Deutschland bekannter als das Original der Zodiacs von 1960, nicht zuletzt wegen der begleitenden Falsett-Stimme von David Lindley und einer früheren jahrelangen Produktwerbung der Bitburger Brauerei, die diesen Song verwendete.
Mit Somebody’s Baby gelang ihm 1982 sein größter Single-Charterfolg in den USA (Platz 7). Der Song wurde für den Soundtrack des amerikanischen Kinohits Ich glaub’, ich steh’ im Wald verwendet (Originaltitel: Fast Times at Ridgemont High), mit dem jungen Sean Penn in der Hauptrolle. Dieses Lied erschien erst 14 Jahre später auf seinem ersten Best-of-Album. Mitte der 1980er Jahre, als die US-Fernsehserie Miami Vice die erfolgreichste Krimiserie in den Vereinigten Staaten war, steuerte er zu der Folge Stone’s War sein Lied Lives in the Balance bei, das auch auf einem der Miami-Vice-Sampler veröffentlicht wurde. Einen weiteren Erfolg konnte er 1985 als Duettpartner von Clarence Clemons auf dessen Single You’re a Friend of Mine verbuchen.
Der Rolling Stone listete Browne auf Rang 37 der 100 größten Songwriter aller Zeiten.

## Alben

### Die 1970er

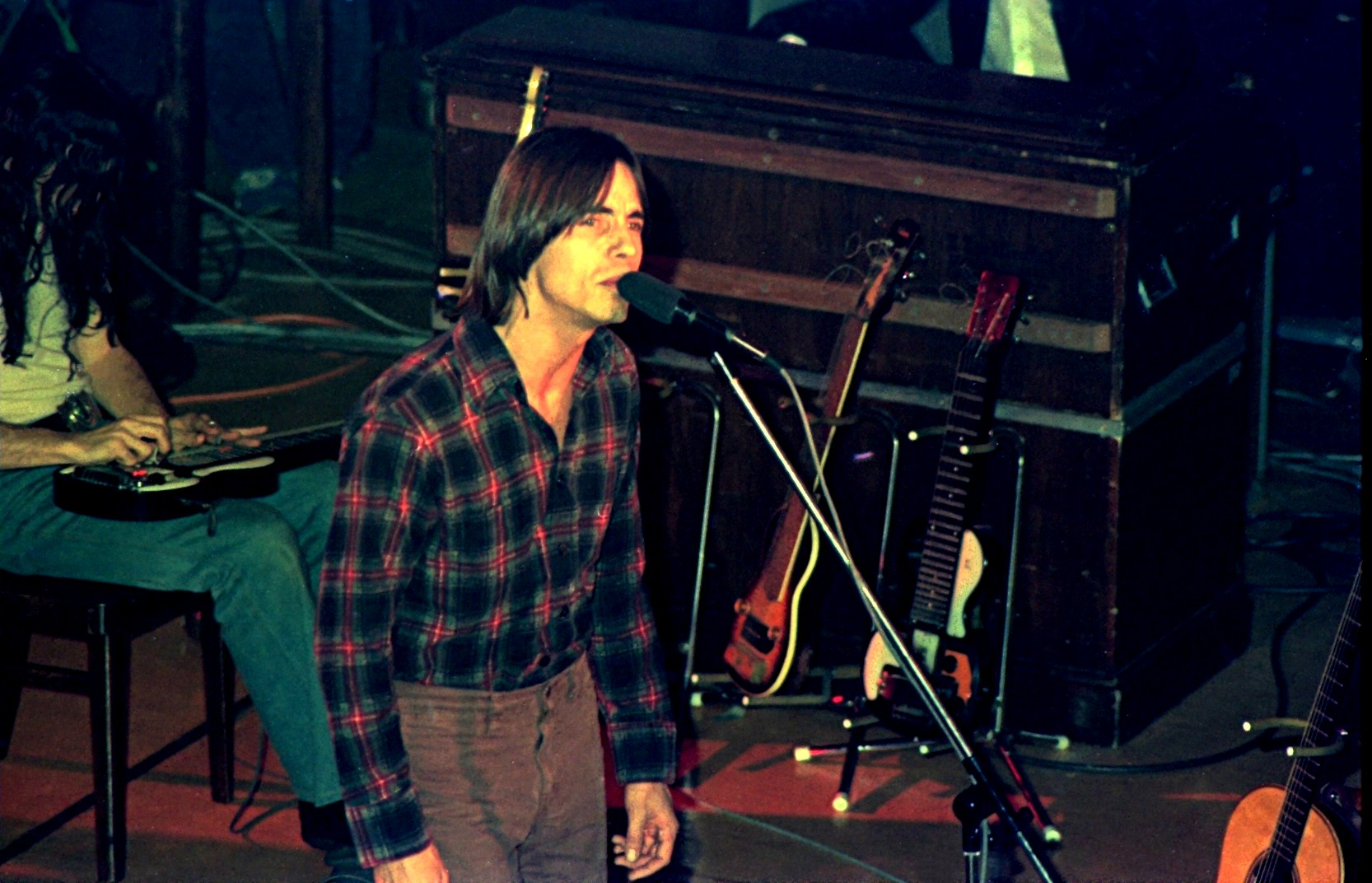
Jackson Browne (1976)

Jackson Browne legte von Beginn an Wert auf das stimmige Gesamtkonzept seiner Alben. Von anerkannten Kritikern bekam er für diese durchweg Bestnoten. Die „imponierende Großartigkeit“ (Rolling Stone) seiner Alben der 1970er Jahre brachten ihm eine führende Position unter den Singer-Songwritern der USA ein.
Dem Debütalbum Jackson Browne (Saturate Before Using) folgte mit For Everyman das Album mit seiner persönlichen Version des Hits Take It Easy. Der Titelsong des dritten Albums Late for the Sky ist im mehrfach prämierten Kinofilm Taxi Driver zu hören und gehört noch heute auf vielen seiner Konzerte zum Pflichtprogramm. Er wird von der Rock and Roll Hall of Fame zu den 500 Songs gezählt, die den Rock and Roll geprägt haben.
Im Jahr 1976 folgte Brownes nächstes Album, The Pretender. Er behandelte darin Themen wie die Ausräumung eines Vater-Sohn-Konflikts, die Suche nach der großen Liebe, und einen „Gaukler“ (The Pretender), der über sein Leben sinniert und schließlich feststellt, dass sein Dasein eigentlich nur aus Aufstehen, Arbeiten gehen, um abends dann wieder erschöpft ins Bett zu fallen, besteht, und der diesen Zustand dringend ändern möchte. „Ich werde mich aufmachen, eine Frau zu finden, die Farbe in meine farblosen Malen-Nach-Zahlen-Träume (paint-by-number dreams) bringt“, schildert er seine Sehnsüchte und die seiner Generation in seiner bildhaften Sprache. Das Album wurde im Rowohlt Rocklexikon als eine Meilenstein-LP ihres Jahrganges eingestuft.
1977 erschien Brownes außergewöhnliches Album Running on Empty. Sämtliche Lieder wurden mit der renommierten Session-Band The Section auf Tour aufgenommen, teilweise in den Zimmern von Hotels, in denen Browne logierte oder unterwegs im Bus (Nothin’ but Time) und auf den Konzerten selbst. Das Album ist eine Mischung aus pianolastigen emotionalen Songs wie Love Needs a Heart und Rosie und Rock-’n’-Roll-Stücken wie You Love the Thunder. Mit seiner Version des Gary–Davis-Liedes Cocaine und abgewandelten Lyrics konnte er dem traurigen Thema Rauschgift noch eine ironische Seite abgewinnen und schilderte die Gleichgültigkeit, zu der Drogenkonsum führen kann: „You take Sally, I take Sue, there ain't no difference between the two“ heißt es am Anfang des Titels, der schließlich mit einer Warnung vor Drogenkonsum mit den Zeilen endet: „Man sagt, du bist 27 Jahre alt, aber das ist unmöglich! Wenn man Dich ansieht, meint man, Du wärst schon 45“. Mit diesem Album stellte er die Schattenseiten des Tournee-Lebens in den Mittelpunkt. In der Konzert-Live-Aufnahme des Liedes The Load Out beklagt er sich beim Publikum über den Tournee-Stress und die lange Abwesenheit von zuhause: „Wir würden gerne noch bei Euch bleiben und weiter spielen, aber wir müssen los und die ganze Nacht hindurch zum nächsten Konzert fahren nach Chicago … oder Detroit? Ich weiß es gar nicht, wir spielen so viele Konzerte während einer Tournee und alle Städte sehen für uns irgendwie gleich aus. Wenn morgen die Sonne aufgeht, werdet ihr in eurer Stadt aufwachen, aber wir werden unserem Tourneeplan folgend tausend Meilen von hier entfernt auftreten.“ Direkt und übergangslos im Anschluss an The Load-Out endet das Album mit Stay (Just a Little Bit Longer). Im CD-Inlay würdigt er die Zodiacs in Anspielung an die Originaltextzeile „Your mama don’t mind“ mit der Anmerkung: „The Zodiacs don’t mind…“. Das Album erreichte mit bisher allein in den USA über 7 Millionen verkauften Exemplaren Multi-Platin-Status. Anlässlich der jährlichen NAMM in Anaheim, Kalifornien, wurde 2018 den Protagonisten für dieses wegweisende Werk eine späte Ehrung zuteil. The Section wurde in die „TEC Awards Hall of Fame“ aufgenommen, während Jackson Browne mit dem „Les Paul Innovation Award“ geehrt wurde.

### Die 1980er

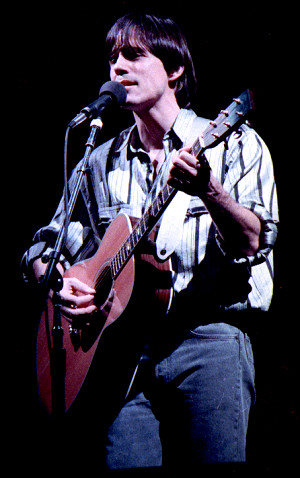
Jackson Browne (1986)

Das nachfolgende Album Hold Out eroberte – begünstigt durch das Vorgänger-Album Running on Empty, das es in insgesamt 65 Wochen bis auf Rang 3 der US-Album-Charts brachte – gleich nach Erscheinen im September 1980 den 1. Platz der US-Album-Charts, obwohl sich darauf kein einziger Top-Ten-Hit befand. Browne bewegte sich erstmals deutlich hörbar von seinen gewohnten Folk- und Country-Balladen weg. Der Opener Disco Apocalypse war ein Abgesang auf das ausgehende „Saturday Night Fever“ Ende der 1970er Jahre. Dazu gesellten sich Stücke der Kategorie klassischer US-Gitarrenrock und emotionsgeladene Stücke wie Call It a Loan und Of Missing Persons, das er der Tochter seines so früh verstorbenen Musik-Kollegen und Freundes Lowell George widmete.
Mit seiner darauf folgenden LP Lawyers in Love hatte er unter anderem durch die Single Tender Is the Night auch in seinem Geburtsland Deutschland einen Achtungserfolg. Es gab aber entgegen der vorherigen Alben auch viel Kritik. Die Stücke seien größtenteils aalglatter L.A.-Rock, schrieb ein Kritiker der deutschen Ausgabe des Rolling Stone (s. Rezensionsarchiv). Den Titelsong Lawyers in Love, der eine Vision des zukünftigen Verhältnisses der USA und Russland zum Thema hat, bezeichnete Browne beim Konzert in Essen 1986 mit einem Augenzwinkern als „seinen am wenigsten verstandenen Song“. Selbst in den Vereinigten Staaten würde niemand den Sinn des Textes verstehen.
Das Album Lives in the Balance mit karibischen, südamerikanischen und spanischen Elementen gewürzten Melodien wurde im Erscheinungsjahr von der Fachwelt zu den besten 100 Alben gezählt. Bei der Anhängerschaft in den USA hatte dieses Album nur durchschnittlichen Erfolg, da Browne in einigen Songs der LP scharfe Kritik an der damals amtierenden Reagan-Regierung übte und erstmals eine klare politische Position einnahm.
In Soldier of Plenty klagt er die Sinnlosigkeit des Krieges an: „Ihr (die Regierung) messt den Frieden mit Waffen und den Fortschritt in Megatonnen, A-E-I-O, ihr sprecht als wüsstet ihr was für jeden gut ist, aber was ist gut an dem was ihr getan habt, was ist gut in einer Welt, in der der Krieg wütet und die Menschen für die kleinen Dinge sterben, für ein bisschen Mais und ein paar Bohnen? Wer bleibt zurück, wenn Euer Krieg gewonnen ist? Der Soldat des Unglücks, mit bösem Ruf und der Soldat auf fremdem Boden.“
Im Titelsong Lives in the Balance stellt er weiter fest: „Eine Regierung belügt ihr Volk und ein Land driftet in den Krieg. Man verkauft uns den Krieg, auf die gleiche Weise wie uns Autos und Kleider verkauft werden. Wer sind diejenigen, die uns die Notwendigkeit des Krieges propagieren? Es sind jedenfalls nicht die, die dann im Krieg kämpfen und sterben müssen. Die Kriege werden an Orten ausgetragen, deren Namen wir nicht einmal kennen.“ Im Lied For America fragt er: „Glauben die Eltern, die Ihre Söhne nach Vietnam geschickt haben, wirklich, dass Ihr Leben geschützt ist, wenn der nächste Krieg kommt?“ „Bis ich untergehe oder sechs Fuß unter dem Boden liege“, verspricht er in seinem Song Till I Go Down, „werde ich nicht die Augen verschließen vor den Kriegstreibern, die andere Leute in den Krieg schicken.“
Aber auch soziale Brennpunkte waren Thema dieses Albums, welche in den Liedern Black and White und Lawless Avenues gewürdigt wurden. Letzterer Titel erzählt im Stile einer modernen West Side Story das Schicksal einiger Gang-Mitglieder in den Straßen von Los Angeles. Browne gelang es hier in wenigen Sätzen und Abschnitten Bilder zu zeichnen, die die Probleme der Jugendlichen in einer Straßengang skizzierten, die kein Happy End erfahren. Dieses Lied wurde im Internet als Lehrstück für internetgestützten Englisch-Unterricht verwendet, wo es inhaltlich analysiert wird.
Dem deutschen Publikum präsentierte sich Jackson Browne anlässlich des Erscheinens von Lives in the Balance bei einer der Rockpalast-Nächte 1986 in Essen. Das Essener Konzert ist einer der wenigen aufgezeichneten Auftritte von Browne in Deutschland und wurde im WDR im Laufe der Jahre einige Male ausgestrahlt. Bei diesem Konzert standen die damals neu erschienenen Lieder im Mittelpunkt, jedoch spielte er auch alte Klassiker wie The Pretender und Running on Empty.
Mit dem Album World in Motion setzte er 1989 den Trend, politische und gesellschaftliche Missstände kritisch zu kommentieren mit Liedern wie The Word Justice, World in Motion und When the Stone Begins to Turn fort. Letzteren Titel widmete er dem damals noch inhaftierten Nelson Mandela und forderte voll missionarischem Ernst die Freiheit für Südafrika und Gerechtigkeit für Mandela: „Ich bin hierher gekommen, um Mandela zu loben, und sende folgende Nachricht an seine Gefängniswärter: Eure Mauern mögen vielleicht diesen Mann gefangenhalten, aber sie werden niemals die von ihm initiierte Bewegung aufhalten können! Inzwischen wächst eine neue Generation heran, die den Tag erleben wird, an dem dieses System zerbröckelt und zusammenbricht.“ Eine Coverversion des Liedes I Am a Patriot (Little Steven) und My Personal Revenge runden das Album ab.

### Die 1990er und 2000er

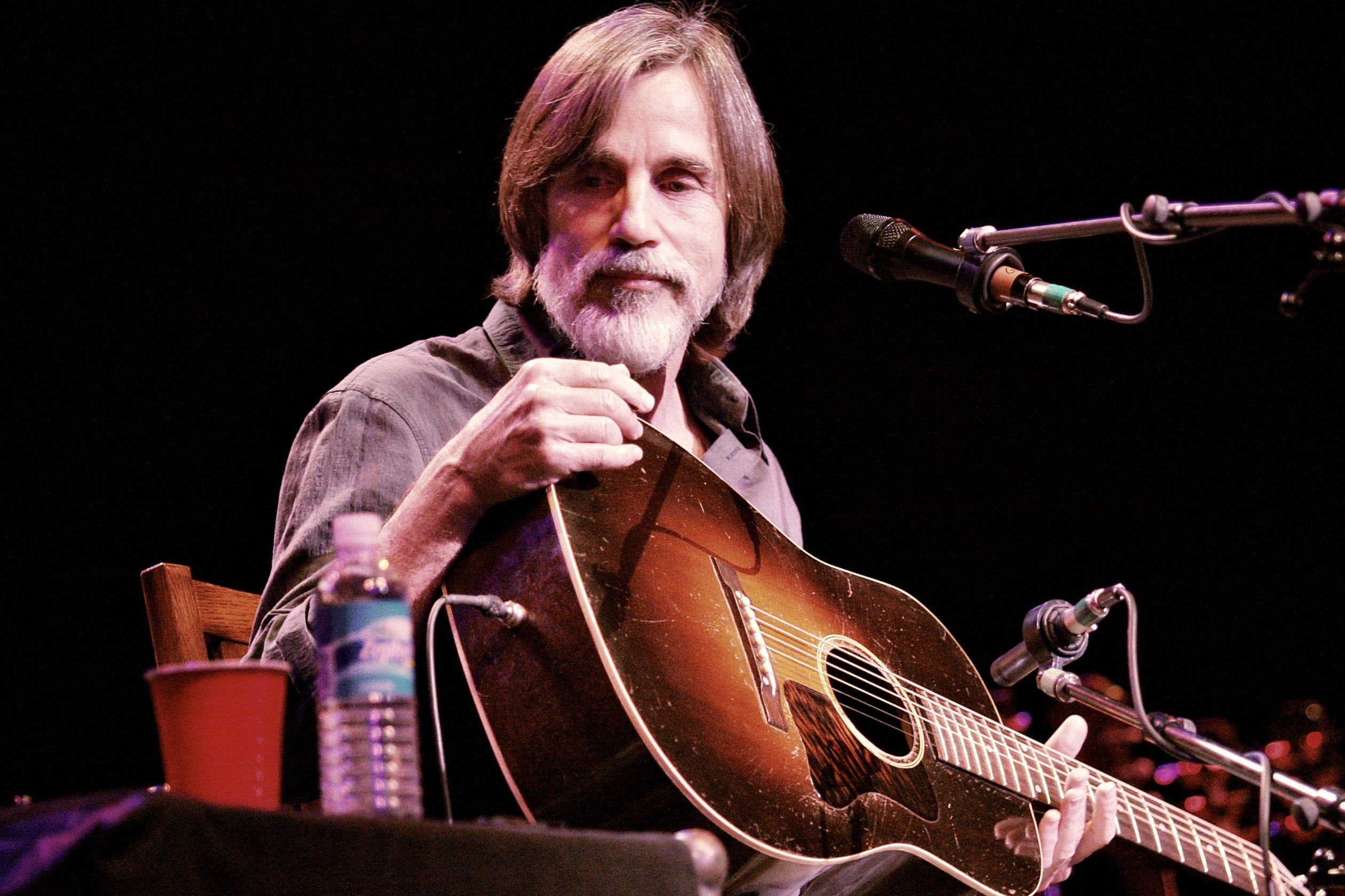
Jackson Browne (2008)

In den folgenden zwölf Jahren erschienen drei weitere Studioalben, in denen Browne sich wieder mehr privaten, gefühlsbetonten Themen widmete und nur noch vereinzelt Kritik an Gesellschaft und Politik übte.
So erschien 1993 das Album I’m Alive nach vierjähriger Schaffenspause. Es war textlich und musikalisch eine Rückbesinnung auf die Alben der 1970er Jahre, was durch Stücke wie Too Many Angels, Two of Me, Two of You und insbesondere durch das klassische Piano-Stück Sky Blue and Black zum Ausdruck kam. Die Platte ist geprägt von einer überstandenen Lebenskrise, die Browne bedingt durch die Trennung von seiner langjährigen Lebensgefährtin, der Schauspielerin Daryl Hannah erlitt. Im trotzigen Titelsong I’m Alive schließt er mit diesem Thema ab („… but those dreams are dead and I’m alive“) und richtet den Blick (Everywhere I go) wieder nach vorne.
Das 1996 erschienene Looking-East-Album konnte, was die Kritiken betrifft, nicht an das Vorgängeralbum anknüpfen. The Barricades of Heaven, Alive in the World und der Titelsong fanden auf den späteren Best-of- und Solo-Acoustic-Alben Beachtung. Mit dem Lied Information Wars beklagt Browne die „Informations-Kriege“, die die Medien veranstalten, indem die Menschen mit einer Flut von Informationen zugedröhnt und manipuliert werden. „Je mehr Nachrichten man schaut, desto weniger weiß man, was draußen in der Welt wirklich passiert“ mahnt er. Das Lied Culver Moon ist seinem Heimatort Culver City, einem der Vororte von Los Angeles, gewidmet, und im von Samba-Rhythmen geprägten Nino erzählt er die Geschichte eines kleinen Jungen, dem eine große Zukunft in Los Angeles bevorsteht.
2000 erhielt er den Native American Music Award als Best Producer und für den Song of the Year für Blue Indians mit John Trudell.
Sein erstes Album im neuen Jahrtausend The Naked Ride Home rechnet in einem Lied mit dem Bush-Regime ab (Casino Nation), gibt sich ansonsten aber unpolitisch.
Temporeiche Stücke wie The Night Inside Me wechseln sich mit ruhigeren Stücken wie My Stunning Mystery Companion ab. Kritiker bemängelten, dass die Lieder sich zu sehr in die Länge ziehen und die Kurzweiligkeit früherer Alben nicht erreicht wird.
In den Jahren 2003 und 2004 war Jackson Browne fast durchgehend auf Welttournee, im Frühjahr 2003 und Herbst 2004 auch in Deutschland. Er ging auf Solo-Akustik-Tour, bei der er auf Zuruf der Fans spontan Songs aus seinem reichhaltigen Repertoire alleine auf Akustik-Gitarre, Keyboard und Piano vortrug. Aus dieser Tour sind zwei CDs entstanden, der erste Teil erschien im Herbst 2005, der zweite Teil erst im März 2008. In Deutschland war er im August 2006 zusammen mit David Lindley zu Gast, jedoch nur für ein Konzert in Hamburg.
Im August 2008 verklagte Browne den US-Präsidentschaftskandidaten John McCain und die Republikanische Partei wegen Urheberrechtsverletzungen. Browne machte geltend, dass sein Titel Running on Empty (Fahren auf Reserve) aus dem Jahr 1977 ohne seine Genehmigung als Hintergrundmusik in einem TV-Werbespot der Republikaner verwendet wurde. Wegen erlittener Image-Schädigung verlangte Brownes Anwalt 75.000 US-Dollar von den Verantwortlichen.

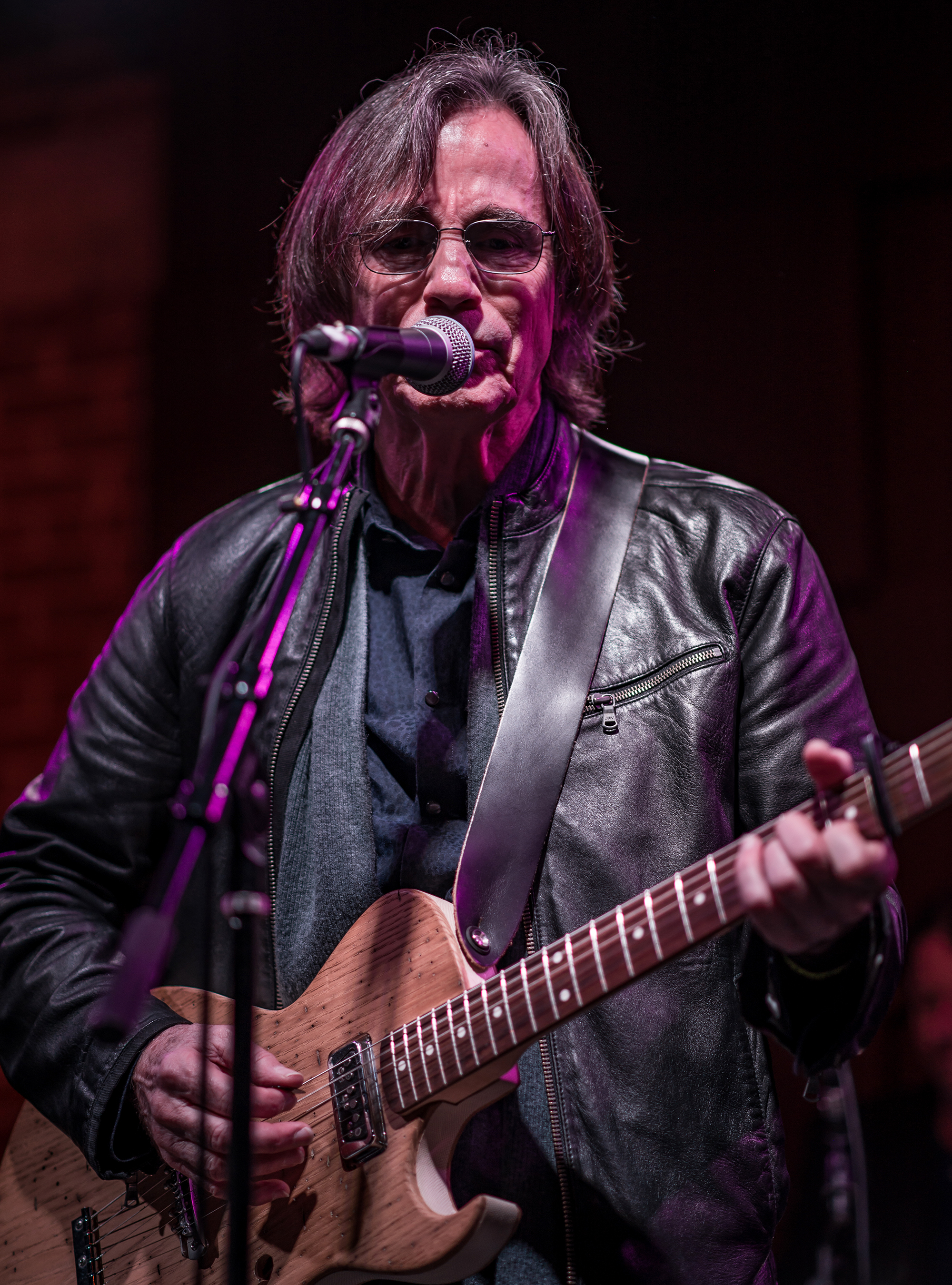
Jackson Browne (2017)

Im September 2008 wurde sein Studioalbum Time the Conqueror veröffentlicht. Das Album bietet inhaltlich wieder die komplette Bandbreite, die man von Jackson Browne kennt. Kritik übt er mit dem Lied Going Down to Cuba, der das Verhältnis der USA zu Kuba zum Thema hat, während The Drums of War einen bitter-ironischen Rückblick auf den Irak-Krieg darstellt und mit dem Titel Where Were You hält er der Bush-Regierung vor, sich nicht um den ordentlichen Wiederaufbau von New Orleans gekümmert zu haben und die Stadt und ihre Bürger mit den Schäden nach der Sturm- und Flutkatastrophe vor einigen Jahren im Stich gelassen zu haben. „Where were you when the promise was made to return and rebuild and restore to its people the city that gave us the first american music, true inspiration and the freedom to use it?“ richtet Browne seine Frage an den damaligen US-Präsidenten.
Emotionale Themen werden in den restlichen Liedern behandelt, hier sei als Beispiel Just Say Yeah genannt, wo er sich mit der ewig aktuellen Frage beschäftigt, an welchem Punkt Freundschaft endet und die Liebe zwischen zwei Menschen beginnt.
Time the Conqueror erreichte im Oktober 2008 bei Billboard 200, der offiziellen US-amerikanischen Album-Hitparade die Top 20, die beste Platzierung eines Browne-Albums seit Lawyers in Love (1983, Platz 8) und in der Sparte Independent-Alben belegte es den zweiten Platz.
Anlässlich dieses Albums erfolgte eine große USA- und Europatournee bis Sommer 2009. In Deutschland trat Jackson Browne im April 2009 u. a. in München, Berlin, Köln und Stuttgart auf.
Insgesamt veröffentlichte Jackson Browne bisher zwischen 1972 und 2010 18 Alben, davon zwölf Studioalben, zwei Best-of-Alben und vier Live-Alben. Im Sommer 2013 war Jackson Browne mit dem in Key West/Florida beheimateten Singer/Songwriter Jimmy Buffett in den Vereinigten Staaten auf Tour.
2014 veröffentlichte Browne ein weiteres Studioalbum mit dem Titel Standing in the Breach, das sich in den USA, England und Deutschland in den Charts platzieren konnte. Sieben Jahre blieb es ruhig um Jackson Browne, dann folgte am 23. Juli 2021 mit Downhill From Everywhere ein neues Lebenszeichen. Browne hat dieses Album selbst produziert. Aufgenommen und abgemischt wurde es von Kevin Smith.

## Diskografie

### Alben
| Jahr | Titel                    | Höchstplatzierung, Gesamtwochen, AuszeichnungChartplatzierungen (Jahr, Titel, Platzierungen, Wochen, Auszeichnungen, Anmerkungen) | Höchstplatzierung, Gesamtwochen, AuszeichnungChartplatzierungen (Jahr, Titel, Platzierungen, Wochen, Auszeichnungen, Anmerkungen) | Höchstplatzierung, Gesamtwochen, AuszeichnungChartplatzierungen (Jahr, Titel, Platzierungen, Wochen, Auszeichnungen, Anmerkungen) | Höchstplatzierung, Gesamtwochen, AuszeichnungChartplatzierungen (Jahr, Titel, Platzierungen, Wochen, Auszeichnungen, Anmerkungen) | Anmerkungen |
| Jahr | Titel                    | DE | CH | UK | US | Anmerkungen |
| ---- | ------------------------ | --- | --- | --- | --- | --- |
| 1972 | Jackson Browne           | — | — | — | US53 Platin · (23 Wo.)US | Erstveröffentlichung: 30. Januar 1972 Der Coveraufdruck „Saturate Before Using“ ist auch inoffizieller Name des Albums                                                    |
| 1973 | For Everyman             | — | — | — | US43 Platin · (38 Wo.)US | Erstveröffentlichung: 8. Oktober 1973 Gastmusiker: David Crosby, Glenn Frey, Don Henley, Rockaday Johnnie, Joni Mitchell und Bonnie Raitt Platz 457 der Rolling-Stone-500 |
| 1974 | Late for the Sky         | — | — | — | US14 Platin · (29 Wo.)US | Erstveröffentlichung: 13. September 1974 Produzenten: Al Schmitt, Jackson Browne Platz 372 der Rolling-Stone-500                                                          |
| 1976 | The Pretender            | — | — | UK26 Silber · (5 Wo.)UK | US5 ×3Dreifachplatin · (35 Wo.)US                                                                                                 | Erstveröffentlichung: 23. November 1976 Aufnahme: Sunset Sounds Recording Studios, Hollywood Platz 391 der Rolling-Stone-500                                              |
| 1977 | Running on Empty         | DE— GoldDE | — | UK28 Gold · (7 Wo.)UK | US3 ×7Siebenfachplatin · (65 Wo.)US                                                                                               | Erstveröffentlichung: 6. Dezember 1977 Gastsänger: Doug Haywood, Rosemary Butler Produzent: Jackson Browne                                                                |
| 1980 | Hold Out                 | — | — | UK44 (5 Wo.)UK | US1 ×2Doppelplatin · (38 Wo.)US                                                                                                   | Erstveröffentlichung: 24. Juni 1980 Produzenten: Greg Ladanyi, Jackson Browne Erstveröffentlichung: 24. Juni 1980                                                         |
| 1983 | Lawyers in Love          | DE24 (12 Wo.)DE | — | UK37 (7 Wo.)UK | US8 Platin · (33 Wo.)US | Erstveröffentlichung: 2. August 1983 Aufnahme: Downtown, Los Angeles Arrangeur: Danny Kortchmar                                                                           |
| 1986 | Lives in the Balance     | DE25 (14 Wo.)DE | CH20 (9 Wo.)CH | UK36 (7 Wo.)UK | US23 Gold · (31 Wo.)US | Erstveröffentlichung: 18. Februar 1986 Aufnahmen: Sunset Sound Factory und The Outpost, Hollywood                                                                         |
| 1989 | World in Motion          | DE56 (11 Wo.)DE | — | UK39 (2 Wo.)UK | US45 (16 Wo.)US | Erstveröffentlichung: 6. Juni 1989 Aufnahme: Groove Masters Santa Monica, Island Studios London, Power Station Manhattan                                                  |
| 1993 | I’m Alive                | DE53 (11 Wo.)DE | — | — | US40 Gold · (21 Wo.)US | Erstveröffentlichung: 11. Oktober 1993 mit Backing Vocals von Jennifer Warnes, David Crosby, Don Henley u. a.                                                             |
| 1996 | Looking East             | DE80 (4 Wo.)DE | — | UK47 (1 Wo.)UK | US36 (9 Wo.)US | Erstveröffentlichung: 13. Februar 1996 Aufnahme: Groove Masters, Santa Monica, Kalifornien                                                                                |
| 2002 | The Naked Ride Home      | DE74 (2 Wo.)DE | — | UK53 (1 Wo.)UK | US36 (6 Wo.)US | Erstveröffentlichung: 24. September 2002 Produzenten: Jackson Browne, Kevin McCormick                                                                                     |
| 2005 | Solo Acoustic Vol. 1     | — | — | — | US55 (5 Wo.)US | Erstveröffentlichung: 11. Oktober 2005 |
| 2008 | Solo Acoustic Vol. 2     | — | — | UK92 (1 Wo.)UK | US24 (5 Wo.)US | Erstveröffentlichung: 4. März 2008 |
| 2008 | Time the Conqueror       | DE98 (1 Wo.)DE | — | UK57 (1 Wo.)UK | US20 (6 Wo.)US | Erstveröffentlichung: 19. September 2009 Produzenten: Jackson Browne, Paul Dieter                                                                                         |
| 2010 | Love Is Strange          | — | — | UK80 (1 Wo.)UK | US46 (2 Wo.)US | Erstveröffentlichung: 11. Mai 2010 mit David Lindley Doppel-CD |
| 2014 | Standing in the Breach   | DE99 (1 Wo.)DE | — | UK31 (2 Wo.)UK | US15 (6 Wo.)US | Erstveröffentlichung: 3. Oktober 2014 Produzenten: Jackson Browne, Paul Dieter                                                                                            |
| 2021 | Downhill from Everywhere | DE24 (2 Wo.)DE | CH13 (4 Wo.)CH | UK35 (1 Wo.)UK | US86 (1 Wo.)US | Erstveröffentlichung: 23. Juli 2021 Produzent: Jackson Browne Aufnahme: Groove Masters, Santa Monica                                                                      |

grau schraffiert: keine Chartdaten aus diesem Jahr verfügbar
Weitere Alben
- 1967: First Album (unveröffentlicht)
- 1994: Retrospective in the Studio

### Kompilationen
| Jahr | Titel                                 | Höchstplatzierung, Gesamtwochen, AuszeichnungChartplatzierungen (Jahr, Titel, Platzierungen, Wochen, Auszeichnungen, Anmerkungen) | Höchstplatzierung, Gesamtwochen, AuszeichnungChartplatzierungen (Jahr, Titel, Platzierungen, Wochen, Auszeichnungen, Anmerkungen) | Höchstplatzierung, Gesamtwochen, AuszeichnungChartplatzierungen (Jahr, Titel, Platzierungen, Wochen, Auszeichnungen, Anmerkungen) | Höchstplatzierung, Gesamtwochen, AuszeichnungChartplatzierungen (Jahr, Titel, Platzierungen, Wochen, Auszeichnungen, Anmerkungen) | Anmerkungen                              |
| Jahr | Titel                                 | DE | CH | UK | US | Anmerkungen                              |
| ---- | ------------------------------------- | --- | --- | --- | --- | ---------------------------------------- |
| 1997 | The Next Voice You Hear – The Best Of | DE51 (3 Wo.)DE | — | — | US47 Platin · (13 Wo.)US | Erstveröffentlichung: 23. September 1997 |
| 2004 | The Very Best of Jackson Browne       | — | — | UK53 Gold · (3 Wo.)UK | US46 Gold · (10 Wo.)US | Erstveröffentlichung: 9. April 2004      |

Weitere Kompilationen
- 2011: On Stage
- 2011: Live in Milan
- 2013: Where the Shadows Fall: The Classic 1972 Broadcast

### Singles
| Jahr | Titel Album                                     | Höchstplatzierung, Gesamtwochen, AuszeichnungChartplatzierungen (Jahr, Titel, Album, Platzierungen, Wochen, Auszeichnungen, Anmerkungen) | Höchstplatzierung, Gesamtwochen, AuszeichnungChartplatzierungen (Jahr, Titel, Album, Platzierungen, Wochen, Auszeichnungen, Anmerkungen) | Höchstplatzierung, Gesamtwochen, AuszeichnungChartplatzierungen (Jahr, Titel, Album, Platzierungen, Wochen, Auszeichnungen, Anmerkungen) | Höchstplatzierung, Gesamtwochen, AuszeichnungChartplatzierungen (Jahr, Titel, Album, Platzierungen, Wochen, Auszeichnungen, Anmerkungen) | Anmerkungen                                                                           |
| Jahr | Titel Album                                     | DE | CH | UK | US | Anmerkungen                                                                           |
| ---- | ----------------------------------------------- | --- | --- | --- | --- | ------------------------------------------------------------------------------------- |
| 1972 | Doctor My Eyes Jackson Browne                   | — | — | — | US8 (12 Wo.)US | Erstveröffentlichung: 29. Februar 1972                                                |
| 1972 | Rock Me on the Water Jackson Browne             | — | — | — | US48 (9 Wo.)US | Erstveröffentlichung: 25. August 1972                                                 |
| 1973 | Redneck Friend For Everyman                     | — | — | — | US85 (10 Wo.)US | Erstveröffentlichung: 8. September 1973                                               |
| 1977 | Here Come Those Tears Again The Pretender       | — | — | — | US23 (9 Wo.)US | Erstveröffentlichung: 7. Januar 1977                                                  |
| 1977 | The Pretender                                   | — | — | — | US58 (5 Wo.)US | Erstveröffentlichung: 14. Mai 1977                                                    |
| 1977 | Running on Empty                                | — | — | — | US11 (17 Wo.)US | Erstveröffentlichung: 25. November 1977                                               |
| 1978 | Stay Running on Empty                           | — | — | UK12 (11 Wo.)UK | US20 (15 Wo.)US | Erstveröffentlichung: 19. Mai 1978                                                    |
| 1978 | The Load-Out Running on Empty                   | — | — | — | US20 (7 Wo.)US |                                                                                       |
| 1980 | Boulevard Hold Out                              | — | — | — | US19 (16 Wo.)US | Erstveröffentlichung: Juni 1980                                                       |
| 1980 | That Girl Could Sing Hold Out                   | — | — | — | US22 (13 Wo.)US | Erstveröffentlichung: August 1980                                                     |
| 1982 | Somebody’s Baby Fast Times at Ridgemont High    | — | — | — | US7 (19 Wo.)US | Erstveröffentlichung: Juli 1982 vom Soundtrack zum Film Ich glaub’, ich steh’ im Wald |
| 1983 | Lawyers in Love                                 | — | — | — | US13 (15 Wo.)US |                                                                                       |
| 1983 | Tender Is the Night Lawyers in Love             | — | — | — | US25 (17 Wo.)US |                                                                                       |
| 1984 | For a Rocker Lawyers in Love                    | — | — | — | US45 (9 Wo.)US |                                                                                       |
| 1985 | You’re a Friend of Mine Hero (Clarence Clemons) | — | — | — | US18 (19 Wo.)US | Erstveröffentlichung: 31. Oktober 1985 mit Clarence Clemons                           |
| 1986 | For America Lives in the Balance                | — | — | — | US30 (12 Wo.)US |                                                                                       |
| 1986 | In the Shape of a Heart Lives in the Balance    | — | — | UK66 (2 Wo.)UK | US70 (7 Wo.)US | Erstveröffentlichung: 14. Juli 1986                                                   |
| 1994 | Everywhere I Go I’m Alive                       | DE79 (6 Wo.)DE | — | UK67 (1 Wo.)UK | — |                                                                                       |

Weitere Singles
- 1973: Take It Easy
- 1974: Walking Slow
- 1974: Fountain of Sorrow
- 1976: Doctor My Eyes
- 1977: You Love the Thunder
- 1977: Rock Around the World
- 1979: Before the Deluge
- 1980: Hold On, Hold Out
- 1980: Disco Apocalypse
- 1986: Lives in the Balance
- 1986: Black and White
- 1989: Anything Can Happen
- 1989: World in Motion
- 1989: Chasing You into the Light
- 1993: I’m Alive
- 1994: Sky Blue and Black
- 1994: Unloved (Jann Arden mit Jackson Browne)
- 1996: I’m the Cat
- 1996: Some Bridges
- 1996: Looking East
- 1997: The Rebel Jesus
- 2002: The Night Inside Me
- 2002: The Naked Ride Home

### Videoalben
- 1994: Going Home (TV-Special mit Interviews und Liveauftritt)
- 2012: I’ll Do Anything – Live in Concert

## Auszeichnungen für Musikverkäufe
| Goldene Schallplatte - Australien - 1982: für das Album Late for the Sky - 2003: für das Album The Next Voice You Hear – The Best Of Platin-Schallplatte - Australien - 1982: für das Album Hold Out - Kanada - 1978: für das Album Running on Empty | 3× Platin-Schallplatte - Australien - 1996: für das Album Running on Empty |

Anmerkung: Auszeichnungen in Ländern aus den Charttabellen bzw. Chartboxen sind in ebendiesen zu finden.
| Land/RegionAuszeichnungen für Musikverkäufe (Land/Region, Auszeichnungen, Verkäufe, Quellen) | Silber  | Gold     | Platin       | Verkäufe   | Quellen           |
| -------------------------------------------------------------------------------------------- | ------- | -------- | ------------ | ---------- | ----------------- |
| Australien (ARIA)                                                                            | —       | 2× Gold2 | 4× Platin4   | 315.000    | aria.com.au       |
| Deutschland (BVMI)                                                                           | —       | Gold1    | —            | 250.000    | musikindustrie.de |
| Kanada (MC)                                                                                  | —       | —        | Platin1      | 100.000    | musiccanada.com   |
| Vereinigte Staaten (RIAA)                                                                    | —       | 3× Gold3 | 17× Platin17 | 18.500.000 | riaa.com          |
| Vereinigtes Königreich (BPI)                                                                 | Silber1 | 2× Gold2 | —            | 260.000    | bpi.co.uk         |
| Insgesamt                                                                                    | Silber1 | 8× Gold8 | 22× Platin22 |            |                   |